# Tourterelle de Reichenow
Streptopelia reichenowi
Espèce
Statut de conservation UICN

 NT  : Quasi menacé
La Tourterelle de Reichenow ou Tourterelle à ailes blanches (Streptopelia reichenowi) est une espèce d'oiseaux appartenant à la famille des Colombidés.

## Répartition
Cet oiseau se trouve en Éthiopie, au Kenya et en Somalie.

## Habitat
Son habitat naturel est les forêts humides subtropicales ou tropicales de plaine, les zones de broussailles sèches subtropicales ou tropicales, les plantations et les aires urbaines.
Il est menacé par la perte de son habitat.